# Junaid Hussain
Junaid Hussain (1994, Birmingham, Reino Unido-25 de agosto de 2015, Al Raqa, Siria) fue un propagandista y hacker de sombrero negro británico de origen pakistaní bajo el seudónimo Abu Hussain al-Britani, quien apoyaba al Estado Islámico de Irak y el Levante (ISIS). Hussain nació en Birmingham, hijo de una familia proveniente de Pakistán, y fue arrestado en 2012 por hackear las cuentas del Primer ministro Tony Blair y exponer información personal de este en línea. Hussain dejó el Reino Unido en 2013 para irse a Siria.

## Hackeos y propaganda
Hussain era conocido como TriCk en el ya desaparecido grupo de hackers TeaMp0isoN. Fue una figura clave en un grupo de piratas informáticos islamistas que se autodenominan el cibercalifato. Estos han participado en la desfiguración de sitios web franceses durante los atentados de enero de 2015 en Francia y los feeds de Twitter del Mando Central de EE. UU., Newsweek y el International Business Times. Se cree que el grupo está detrás del uso de un ataque de phishing que expuso las identidades de los grupos de medios rebeldes.
En marzo de 2015, Hussain publicó una lista de personal militar estadounidense solicitando que los seguidores de ISIS asesinaran a las personas de la lista. Si bien Hussain afirmó haber violado los servidores del Departamento de Defensa de EE. UU., El FBI evaluó que la lista fue improvisada a partir de artículos de noticias, publicaciones en redes sociales y registros públicos.
Hussain estaba en contacto en línea con uno de los hombres armados detrás del ataque al Centro Curtis Culwell de mayo de 2015. Antes del incidente, un atacante publicó declaraciones en línea en Twitter, en las que solicitaba a otros que siguieran la cuenta de Hussain. Después de que ocurrió el tiroteo, Hussain escribió un tuit apoyando a los atacantes:

¡¡¡Allahu Akbar!!! 2 de nuestros hermanos abrieron fuego en la exhibición de arte del profeta Mahoma (s.a.w) en Texas!

## Muerte
Un intento de ataque con un dron contra Hussain falló y mató a tres civiles e hirió a cinco, unos diez días antes de su muerte.
The Sunday Times afirmó que Estados Unidos tenía la intención de matarlo, además de ponerlo en una «lista negra» del Pentágono, detrás de Abu Bakr al-Baghdadi (líder y «califa» del Estado Islámico) y Mohammed Emwazi (conocido como «Yihadista John»), debido a su rol en inspirar ataques terroristas de lobo solitario.
Fuentes del gobierno de Estados Unidos informaron que Hussain fue asesinado con dos de sus guardaespaldas en un ataque con un dron contra un automóvil en una gasolinera de Al Raqa el 25 de agosto de 2015.  Hussain, de 21 años en el momento de su muerte, estaba casado con Sally Jones, de 45 años, una mujer también británica que se había unido a ISIS, quien negó su muerte a través de cuentas de Twitter vinculadas a dicho grupo.
Hussain y su esposa usaban regularmente a su hijo pequeño como escudo humano para prevenir ataques. En la ocasión en que lo mataron se había aventurado a salir sin el niño. Jones luego confirmó que fue asesinado, y fue atacado como resultado de hacer clic en un enlace de Internet.